# Никола Цреповић
Никола Цреповић (умро 1562) је био војвода српских чета у Банату из 16. века и бан лугошка и карансебешка бановине 1559. године.

## Биографија
Цреповић је у борби Фердинанда I и Јаноша Запољског за угарски престо стао на страну Запољског. Након његове смрти (1540) бранио је интересе краљице Изабеле и сина Јаноша Жигмунда борећи се против Ђурђа Утјешиновића који је са Фердинандом ступио у преговоре. Са 800 Срба и Турака, Цреповић је заузео Чанад (1550), али га је војска Утјешиновића изненадила и повратила Чанад. Следеће године, Цреповић прилази Фердинанду и постаје заповедник српских чета у Темишвару који 1552. године пада у турске руке. Замењен је и у служби Изабеле је обављао функцију лугошког и карансебешког бана. Био је блиски срадник бана Петра Петровића и један од имућнијих Срба. Умро је 1562. године.